# Voivodato de Pequeña Polonia
El voivodato de Pequeña Polonia (en polaco: Małopolska) es una de las 16 provincias (voivodatos) que conforman la República de Polonia, según la división administrativa del año 1998.

## Historia

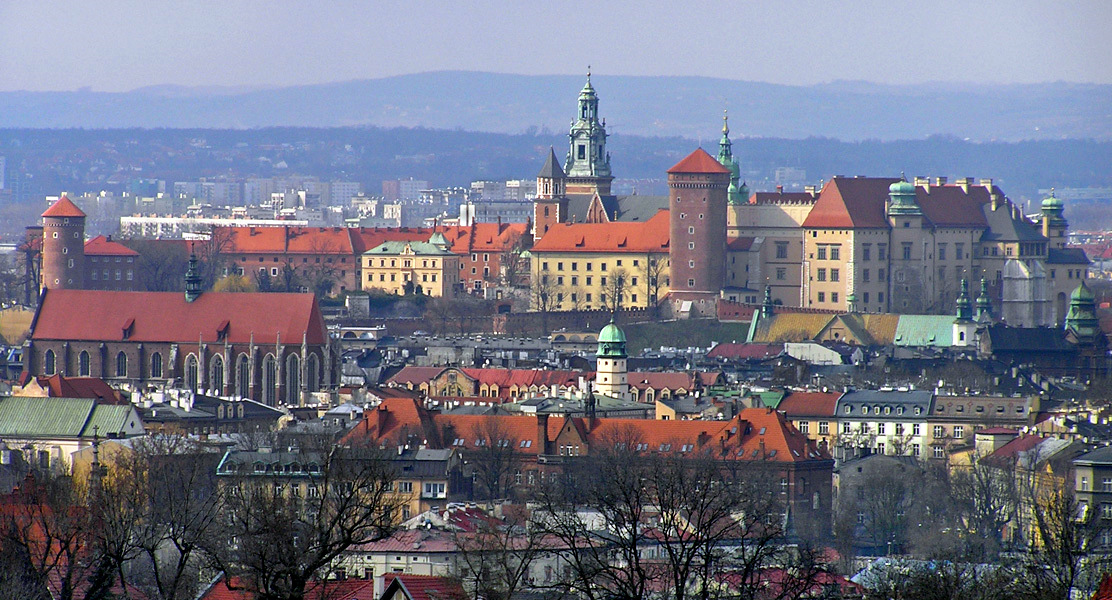
Vista de Cracovia, capital del voivodato.

En el alto Medioevo el territorio de la actual Pequeña Polonia estaba englobado en el de la Chrobatia.

Con el fortalecimiento del poder polaco, la región pasó a ser prácticamente el núcleo de poder de Polonia al ser la principal ciudad del reino la ciudad de Cracovia.

En el siglo XVIII tras los Repartos de Polonia entre Austria, Prusia y Rusia, la Pequeña Polonia fue uno de los territorios que quedaron bajo el control del Imperio austríaco.

El sector oriental de la actual Pequeña Polonia perteneció hasta aproximadamente 1920 a la región de Galitzia, el sector occidental es la Pequeña Polonia propiamente dicha y allí se encuentra la antigua capital histórica de Polonia, la ciudad de Cracovia (en polaco Kraków).

## Situación geográfica

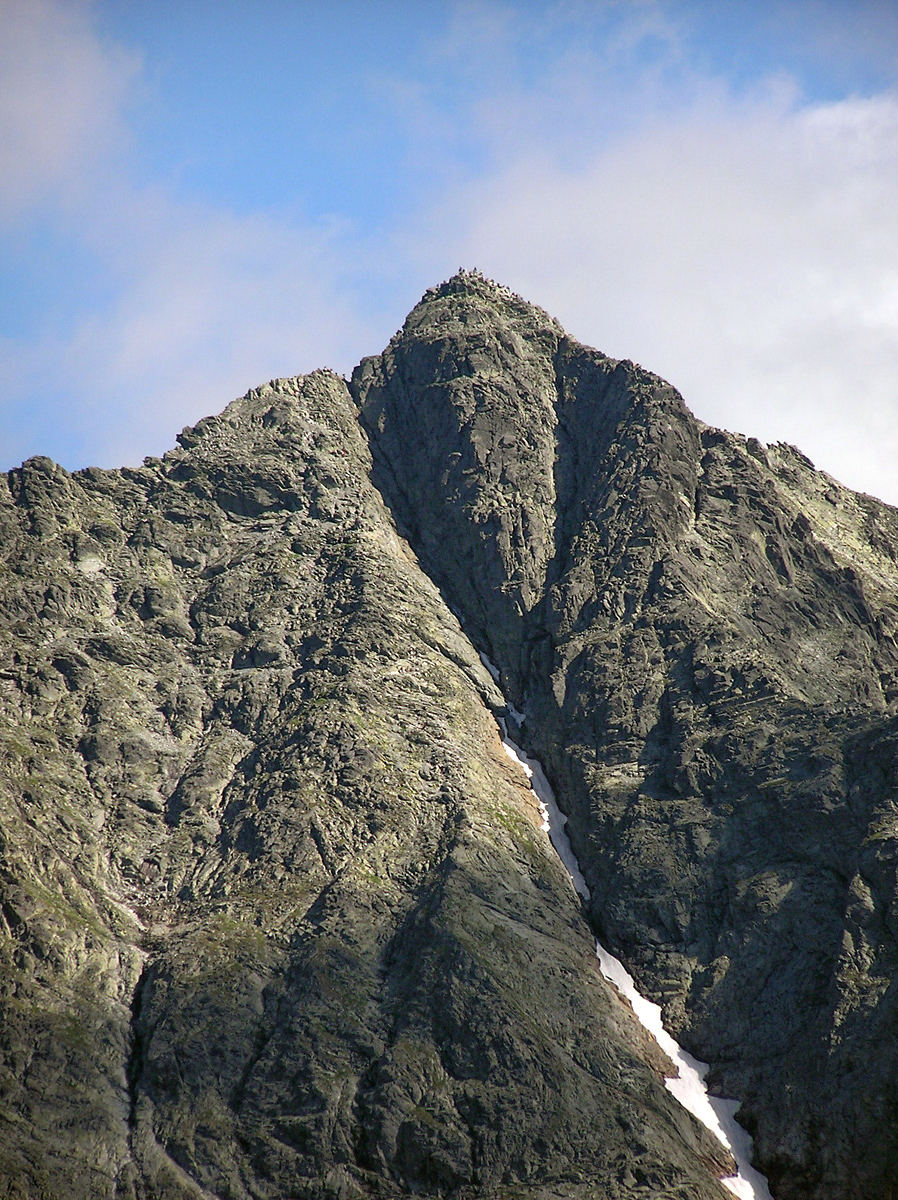
El Rysy, pico más alto de Polonia.

La Małopolska (Pequeña Polonia) se ubica en el sudeste del actual territorio polaco, abarcando prácticamente toda la alta cuenca del Vístula; a diferencia de la mayor parte del territorio polaco, la Pequeña Polonia presenta importantes altitudes en su sector meridional (donde tiene frontera con Eslovaquia a través del sector de los Cárpatos llamados montes Beskides), la máxima elevación se encuentra en el Tatra (2499 m).

Fuera de la región carpática, la mayor parte de la Pequeña Polonia es una penillanura bastante ondulada y, originalmente, recubierta de densos bosques de hayas, abedules y abetos. Aunque gran parte de estos bosques han sido desmontados para dedicar el territorio a la agricultura de cereales (centeno, cebada y trigo, así como al cultivo de patatas).

## Divisiones
Ciudades-distrito
- Cracovia - 756.760
- Tarnów - 117.126
- Nowy Sącz - 84.594

Distritos
- Distrito de Cracovia - 244.070
- Distrito de Nowy Sącz - 197.718
- Distrito de Tarnów - 193.549
- Distrito de Nowy Targ - 181.878
- Distrito de Wadowice - 154.304
- Distrito de Oświęcim - 153.390
- Distrito de Chrzanów - 128.103
- Distrito de Limanowa - 121.658
- Distrito de Myślenice - 116.125
- Distrito de Olkusz - 114.286
- Distrito de Gorlice - 106.540
- Distrito de Wieliczka - 105.266
- Distrito de Bochnia - 100.382
- Distrito de Brzesko - 90.214
- Distrito de Sucha - 82.045
- Distrito de Zakopane - 65.393
- Distrito de Dąbrowa - 58.572
- Distrito de Miechów - 50.770
- Distrito de Proszowice - 43.442